# Ceriagrion moorei
Ceriagrion moorei é uma espécie de libelinha da família Coenagrionidae.
Pode ser encontrada nos seguintes países: Quénia e Uganda.
Os seus habitats naturais são: savanas áridas, savanas húmidas, matagal árido tropical ou subtropical, matagal húmido tropical ou subtropical, rios, marismas de água doce e marismas intermitentes de água doce.